# Cedrorestes
Cedrorestes is een geslacht van plantenetende ornithischische dinosauriërs behorend tot de Hadrosauridae dat in het Vroege Krijt leefde in het gebied van het huidige Utah.

## Vondst en naamgeving
In 2001 voerde een team vrijwilligers van het Denver Museum of Nature and Science opgravingen uit op Dave's Camp Site in Grand County. Daarbij werd een skelet gevonden van een nog onbekend lid van de Euornithopoda.
De typesoort Cedrorestes crichtoni werd in 2007 benoemd en beschreven door David Gilpin, Tony DiCroce en Kenneth Carpenter. De geslachtsnaam verwijst naar de vindplaats, de Cedar Mountain Formation in Oost-Utah en betekent "bewoner van het Cedergebergte": afgeleid van het Latijnse cedrus, "ceder" en het Klassiek Griekse oros, "gebergte" samen met het achtervoegsel -etes; "bewoner van". De soortaanduiding eert Michael Crichton, de schrijver van Jurassic Park.
Het fossiel, holotype DMNH 47994, is gevonden in een laag uit het Barremien, de Poison Strip Member (oorspronkelijk geïdentificeerd als de Yellow Cat Member), die ongeveer 123 miljoen jaar oud is. Het bestaat uit een gedeeltelijk skelet zonder schedel. De vondst is fragmentarisch en bestaat uit zes sacrale wervels, verbeende rugpezen, vijf ribben, het linkerdarmbeen, het voorblad van het rechterdarmbeen, een rechterscheenbeen en een derde rechtermiddenvoetsbeentje. De beenderen zijn vrij wijd verspreid aangetroffen en waren enigszins verweerd maar toch in redelijke staat. Het betreft vermoedelijk een onvolgroeid exemplaar.
In 2008 stelde James Kirkland dat Cedrorestes een jonger synoniem was van Planicoxa maar in 2010 bleken er toch verschillen te zijn.

## Beschrijving
Het individu van het holotype was ruwweg vier tot meter lang. De volwassen lengte is onbekend maar kan enkele meters hoger hebben gelegen. De langste rib heeft een lengte van 692 millimeter.
De beschrijvers wisten één onderscheidend kenmerk aan te geven, autapomorfie. Het darmbeen heeft een basale vorm in dat het hoog is maar het afgeleide typisch hadrosauride kenmerk dat het een opvallend zijwaarts uitsteeksel heeft boven het aanhangsel voor het zitbeen.
In 2010 werd ter gelegenheid van de benoeming van Iguanacolossus overwogen of dit geen jonger synoniem was van Cedrorestes. Daarbij werd ontdekt dat het uitsteeksel van het darmbeen een artefact was van de restauratie. Een laag vulmiddel schiep de illusie van een scherpe onderrand terwijl er hoogstens sprake was van een zwelling in deze zone. Iguanocolossus had wel een echte processus supraacetabularis en zou dus niet identiek zijn aan Cedrorestes. Over de status van dit laatste taxon had men verder geen oordeel, de hoop uitsprekend dat nieuwe vondsten de situatie zouden verhelderen.

## Fylogenie
Cedrorestes  bevond zich volgens een eerste voorlopige analyse zeer basaal in de Hadrosauridae, vlak na de afsplitsing met de Iguanodontidae; het is misschien de meest basale hadrosauride die bekend is. De definitie van Paul Sereno aanhoudend, bevond hij zich basaal in de Hadrosauroidea.